# Jacques Bouveresse
Jacques Bouveresse (Épenoy, 20 de agosto de 1940-París, 9 de mayo de 2021), fue un filósofo francés cuya obra se centra, mayormente, en Ludwig Wittgenstein, Robert Musil, Karl Kraus, la filosofía de la ciencia, la epistemología, la filosofía de la matemática y la filosofía analítica.

## Pensamiento filosófico
Es conocido por sus escritos en los que critica a las que considera imposturas científicas e intelectuales (particularmente de la filosofía francesa de los años de 1970 y de los nuevos filósofos) y por la cobertura de la prensa que atrajo a través de su periodismo filosófico.
Fue profesor en el Collège de France, donde se dedicaba a la filosofía del lenguaje y la epistemología.